# Skarszów Górny
Skarszów Górny est une localité polonaise de la gmina rurale de Dębnica Kaszubska située dans le powiat de Słupsk en voïvodie de Poméranie. Elle se trouve à environ 14 km au sud-est de Słupsk et 96 km à l'ouest de la capitale régionale Gdańsk.

## Géographie

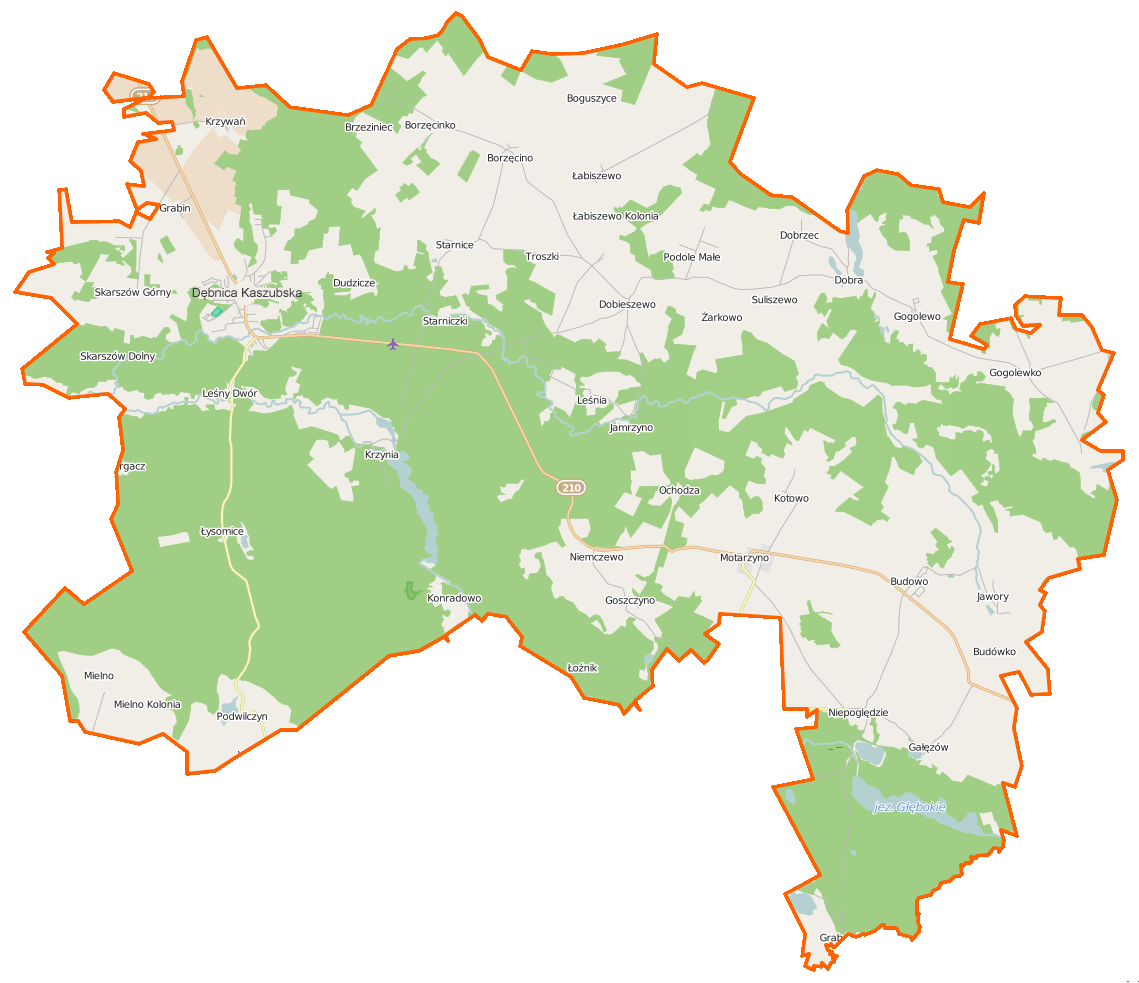
Carte de la gmina de Dębnica Kaszubska.

## Histoire
De 1648 à 1945, Scharsow fait partie de l'arrondissement de Stolp dans le district de Köslin au sein de la province de Poméranie.